# マルシア・ロマーノ
マルシア・ロマーノ（Marcia Romano）は、フランスの脚本家。

## 作品
- ある朝突然、スーパースター
- 美しき棘
- まぼろし
- クリミナル・ラヴァーズ